# Denonville
Denonville és un municipi francès, situat al departament de l'Eure i Loir i a la regió de Centre – Vall del Loira. L'any 2007 tenia 791 habitants.

## Demografia

### Població
El 2007 la població de fet de Denonville era de 791 persones. Hi havia 274 famílies, de les quals 46 eren unipersonals (21 homes vivint sols i 25 dones vivint soles), 58 parelles sense fills, 145 parelles amb fills i 25 famílies monoparentals amb fills.
La població ha evolucionat segons el següent gràfic:
Habitants censats

### Habitatges
El 2007 hi havia 309 habitatges, 274 eren l'habitatge principal de la família, 18 eren segones residències i 17 estaven desocupats. 298 eren cases i 10 eren apartaments. Dels 274 habitatges principals, 244 estaven ocupats pels seus propietaris, 27 estaven llogats i ocupats pels llogaters i 3 estaven cedits a títol gratuït; 1 tenia una cambra, 4 en tenien dues, 35 en tenien tres, 75 en tenien quatre i 159 en tenien cinc o més. 205 habitatges disposaven pel capbaix d'una plaça de pàrquing. A 92 habitatges hi havia un automòbil i a 167 n'hi havia dos o més.

### Piràmide de població
La piràmide de població per edats i sexe el 2009 era:
| Homes | Edats   | Dones |
| ----- | ------- | ----- |
| 0     | 95 o +  | 0     |
| 0     | 90 a 94 | 0     |
| 0     | 85 a 89 | 0     |
| 0     | 80 a 84 | 0     |
| 4     | 75 a 79 | 8     |
| 0     | 70 a 74 | 12    |
| 16    | 65 a 69 | 0     |
| 16    | 60 a 64 | 12    |
| 16    | 55 a 59 | 8     |
| 28    | 50 a 54 | 36    |
| 32    | 45 a 49 | 24    |
| 32    | 40 a 44 | 28    |
| 28    | 35 a 39 | 52    |
| 36    | 30 a 34 | 12    |
| 12    | 25 a 29 | 20    |
| 16    | 20 a 24 | 4     |
| 32    | 15 a 19 | 32    |
| 56    | 10 a 14 | 36    |
| 36    | 5 a 9   | 20    |
| 20    | 0 a 4   | 8     |

## Economia
El 2007 la població en edat de treballar era de 517 persones, 420 eren actives i 97 eren inactives. De les 420 persones actives 397 estaven ocupades (209 homes i 188 dones) i 23 estaven aturades (12 homes i 11 dones). De les 97 persones inactives 31 estaven jubilades, 38 estaven estudiant i 28 estaven classificades com a «altres inactius».

### Ingressos
El 2009 a Denonville hi havia 267 unitats fiscals que integraven 789 persones, la mediana anual d'ingressos fiscals per persona era de 20.272 €.

### Activitats econòmiques
Dels 9 establiments que hi havia el 2007, 1 era d'una empresa alimentària, 1 d'una empresa de construcció, 1 d'una empresa de comerç i reparació d'automòbils, 2 d'empreses de transport, 1 d'una empresa d'hostatgeria i restauració i 3 d'empreses de serveis.
L'únic servei als particulars que hi havia el 2009 era una fusteria.
L'any 2000 a Denonville hi havia 13 explotacions agrícoles que ocupaven un total de 1.008 hectàrees.

## Equipaments sanitaris i escolars
El 2009 hi havia una escola elemental.

## Poblacions més properes
El següent diagrama mostra les poblacions més properes.